# Алгоритм Вітербі
Алгоритм Вітербі — алгоритм пошуку найбільш відповідного списку станів (званого шляхом Вітербі), який в контексті ланцюгів Маркова отримує найбільш ймовірну послідовність подій, що відбулися. Алгоритм був запропонований Ендрю Вітербі в 1967 році як алгоритм декодування згорткового коду, переданого по мережах за наявністю шуму.
Є алгоритмом динамічного програмування. Алгоритм використовується в CDMA і GSM цифрового зв'язку, в модемах і космічних комунікаціях. Також він широко використовується в розпізнаванні мови, синтезі мови, комп'ютерній лінгвістиці та біоінформатиці. Приміром, при розпізнаванні мови звуковий сигнал сприймається як послідовність подій і рядок тексту є «прихований сенс» акустичного сигналу. Алгоритм Вітербі знаходить найбільш ймовірний рядок тексту по даних сигналу.
Алгоритм робить кілька припущень:
- спостережувані і приховані події повинні бути послідовністю. Послідовність найчастіше впорядкована за часом;
- дві послідовності повинні бути вирівняні: кожна спостережувана подія має відповідати рівно одній прихованій події;
- обчислення найбільш імовірної прихованої послідовності до моменту t повинно залежати тільки від спостережуваної події в момент часу t, і найбільш імовірної послідовності до моменту t — 1.